# Església Evangèlica Luterana de Romania
L'Església Evangèlica Luterana de Romania (en romanès: Biserica Evanghelică-Luterană din România; en hongarès: Romániai Evangélikus-Lutheránus Egyház; en alemany: Evangelisch-Lutherische Kirche in Rumänien) és una denominació luterana a Romania. Moltes congregacions actives es van fundar fa més de 450 anys, i avui l'Església té 27.540 membres. És una denominació principalment de parla hongaresa, amb un deganat per a les parròquies de parla eslovaca.
Aquesta església no s'ha de confondre amb l'església evangèlica de confessió augustana, principalment saxona, de parla alemanya.